# Калки
Калки (санскрит. कल्कि, kalki), Калкин или Карки, је десети и последњи аватар бога Вишну, који се појављује у Кали Југи, једном од четири периода бескрајног круга постојања у космологији ваишнавизма.
У Пуранама је описан како на белом коњу са ватреним мачем завршава мрачна времена и уклања адарму, водећи свет у Сатја Југу. Опис Калкија варира од текстова, у неким је описан као невидљива сила која уништава зло и хаос, док у другим као особа која убија оне који прогоне друге, а негде како води Брамину војску. Калкија пореде са Месијом у јудаизму и са Маитрејом у будизму, док сличност налазе и у јахачима Апокалипсе у хришћанству. У тибетанском будизму Калачакра - Тантра описује 25 владара, од којих је сваки назван Калки, који владају из небеске Схамбхале. Последнји Калки из Схамбхале уништава варварску муслиманску војску, након чега будизам процвета. Овај текст датира из 10 - ог века пре нове ере.

## Етимологија
Име Калки се може превести као бели коњ, уништитељ прљавштине и вечност. Неки научници као Ото Шрадер тврде да је првобитно име могло бити карки (витез белог коња) које се касније променило у Калки. Овај предлог подупиру две пронађене верзије Махабхарате у којима је написано име Карки, а не Калки. Калки је изведено од Кал, што значи време. Буквално значенје Калкија је оснаживање гласа. Пронађени су рукописи Махабхарата где санскритски стихови називају аватара Карки, а не Калки. Описан је као аватар који се појављује на крају Кали Иуге. Завршава најмрачнију, дегенеративну и хаотишну фазу Кали Иуге ради уклањања адхарме, док јаше белог коња са ватреним мачем.

## Опис
Калки је аватар бога Вишну. Аватар означава силазак и односи се на инкарнацију бога на земљи. У Гаруда Пурани помиње се десет аватара, од којих је Калки последњи и појављује се у Кали Југи. У периоду када је свет утонуо у најмрачније и најхаотичније стање. Он се појављује на белом коњу где држи мач сјајан као метеор, како би уклонио адарму и започео Сатја Југу, поново започињући временски круг.

### Точак времена
У будистичком тексту Калачакра тантра  (Санскрит: Kālacakra, Tibetan: དུས་ཀྱི་འཁོར་ལོ། - точак времена), који припада тибетанском будизму, Калки (Калкин - поглавица) су праведни краљеви који живе у Шамбали. У тексту се помињу многи Калкији, од којих се сваки бори против пропасти и хаоса. Последњи Калки се зове Цакрин предвиђа се да ће окончати хаос и дегенерацију окупљањем велике војске која ће искоренити исламске снаге.  За последњег Калкија се верује да ће сакупити армије и уклонити ”војске Ислама” и вратити мир. Према Доналду Лопезу – Калки ће започети нови временски круг у коме ће будизам процветати и људи ће живети дуго и срећно. Овај спис је још важан због успостављања хронологије о појави Калкија, Лопез сматра да су будистички текстови преузели идеју из хиндуизма. Други научници, попут Иијиу Јина, наводе да је тај текст настао у централној Азији у 10. веку, а тибетанска литература је покупила његову верзију у Индији око 1027. године пре нове ере.

## Списи
Калки се помиње у још списа, као што су: Агни Пурана, Рамајана и Махабхарата.

### Агни Пурана
Описује како ће не-Аријевци који се буду представљали као краљеви убијати оне људе који буду праведни. Калки ће уништити не-Аријевце својим оружјем. Он ће успоставити морални кодекс на основу варни, друштва подељеног на четири касте. Тада ће се људи вратити на пут праведности.

### Махабхарата
У Махабхарати се помиње како ће људски живот, интелект и физичка снага само опадати како се Југе смењују. Истина више неће постојати, људи ће бити спремни да одузму другима живот, који је само заснован на физичком уживању. Знање се неће поштовати, а вера у Бога ће нестати. Морал ће тада бити најнижи. Људи постају лажови и лопови. У тим лошим врменима, када људи буду лутали земљом, започеће нови период. Људи ће поново бити створени и подељени у редове почевши са браманима. Временом родиће се браман по имену Калки Вишнујаша у селу Шамбала. Он ће поседовати изузетну памет и снагу. Он ће поново успоставити ред и мир у свету у коме влада неправда и хаос. И он ће бити тај који започиње нови период, Сатја Југу.

### Калки Пурана
У Калки Пурани написан је детаљан живот Калкија. Дело је сакупљачки створено из осталих хиндуистичких пурана. У делу се прво помиње велико повећање зла и грехова на земљи у периоду Кали Југе. Калки, за кога се верује да ће вратити ред на Земљи и започети нови период.
Текст припада традицији ваишнавизма, где се Брама и други богови обраћају богу Вишни за заштиту од зла, он обећава да ће се родити као Калки у селу Шамбала. По рођењу учио је ведске текстове, оженио се са принцезом Падмавати (инкарнација богиње Лакшми). Калки и његова војска потом воде многе ратове и уништавају све оне који не прате дарму. Након победе и успостављање мира, Калки се враћа у Шамбалу. То представља крај Кали Југе и почетак Сатја Југе.